# Boris Tadić
Boris Tadić (srbsky Борис Тадић; narozen 15. února 1958 Sarajevo) je srbský politik, předseda Nové demokratické strany — Zelení, který v letech 2004–2012 zastával úřad prezidenta Srbska.

## Mládí
Narodil se 15. ledna 1958 v Sarajevu otci Ljubomiru Tadićovi, filosofovi a členovi Srbské akademie vědy a umění a matce psycholožce Nevence Tadić. Základní a střední školu navštěvoval v Bělehradě. Poté vystudoval sociální psychologii na Bělehradské univerzitě. Následně učil psychologii na bělehradském gymnáziu. Založil Středisko pro rozvoj demokracie a politických dovedností, byl také jeho prvním ředitelem.

## Politické působení
Tadić byl členem Demokratické strany od roku 1990. Dne 27. února 2000 byl na stranickém sjezdu zvolen místopředsedou.
Roku 2002 zastával místo ministra spojů ve vládě Svazové republiky Jugoslávie. Později byl ministrem obrany Srbska a Černé Hory. Působil také v různých funkcích srbského Národního shromáždění a Shromáždění Srbska a Černé Hory. Předsedou strany byl zvolen roku 2004, rok po vraždě Zorana Đinđiće. V druhém kole srbských prezidentských voleb v roce 2004 zvítězil s většinou 53 % hlasů nad Tomislavem Nikolićem, a vystřídal tak Predraga Markoviće na místě prezidenta Srbska.
Dne 5. dubna 2012 na úřad prezidenta rezignoval, oficiálně kvůli tomu, aby umožnil konání parlamentních a prezidentských voleb ve stejném termínu. V květnových volbách opět kandidoval a postoupil do druhého kola, ve kterém ale podlehl svému soupeři, Tomislavu Nikolićovi ze Srbské pokrokové strany.
V lednu 2014 opustil Demokratickou stranu a stal se předsedou Nové demokratické strany — Zelení, kterou hodlá vést ve volbách v roce 2014.